# Econazol
Econazol is een breedspectrum antimycoticum: het werkt tegen veel verschillende soorten schimmels of gisten die in de bovenste laag van de huid een infectie kunnen veroorzaken. Econazol wordt verwerkt in crème in de concentratie 10 mg/ml op de markt gebracht. De crème moet tweemaal daags op een gereinigde huid worden aangebracht en voorzichtig worden ingewreven, net zo lang tot de huid volledig genezen is. De behandeling duurt over het algemeen 2 tot 4 weken.